# 菲尔凯哈佐
菲尔凯哈佐，是匈牙利包尔绍德-奥包乌伊-曾普伦州所辖的一个村。总面积4.41平方公里，总人口104，人口密度23.6人/平方公里（2011年1月1日）。